# Emil von Sauer (Jurist)
Emil von Sauer (* 2. April 1889 in Dresden; † 25. Januar 1967 in Hamburg) war ein deutscher Jurist und Rechtsanwalt. Er ist ein Sohn des Komponisten und Pianisten Emil von Sauer. Er war der erste Präsident des Deutschen Anwaltvereins (DAV) nach dem Zweiten Weltkrieg.

## Leben
Von Sauer wuchs in Wien auf und studierte Jura in Tübingen und Berlin. Seit dem Wintersemester 1907/08 war er Mitglied der Turnerschaft Hohenstaufia Tübingen. Er promovierte in Rostock zum Dr. iur. Nach der Teilnahme am Ersten Weltkrieg im Offiziersrang war er zunächst in Hamburg als Richter und Staatsanwalt tätig. Nach Zulassung zur Anwaltschaft im Jahr 1920 war er im wirtschaftsrechtlichen, insbesondere im seerechtlichen Bereich tätig. Insgesamt war von Sauer für einen Zeitraum von über 40 Jahren, von 1920 bis 1967, anwaltlich tätig.
Trotz seiner Verdienste im Ersten Weltkrieg, er erhielt das Eiserne Kreuz I. Klasse, musste von Sauer wegen seiner jüdischen Mutter ab 1933 erhebliche Diskriminierungen und Einschränkungen seiner beruflichen Tätigkeit erfahren. So wurde im November 1933 seine Mitgliedschaft im DAV per Einschreiben „mit sofortiger Wirkung“ beendet, da nur „Rechtsanwälte deutschen (arischen) Blutes Mitglieder im Verein sein und bleiben durften“.
Die Wiedergründung des DAV ging auf die Initiative des Hamburger Rechtsanwalts zurück. Er hat nach dem Zweiten Weltkrieg in Hamburg und in der Bundesrepublik Deutschland die anwaltlichen Standesorganisationen an maßgeblicher Stelle aufgebaut und geprägt. Bereits im Jahr 1946 rief er den Hamburgischen Anwaltverein (HAV) zurück ins Leben. Zwei Jahre später, 1948, gründete Emil von Sauer den Bundesverband der Freien Berufe. Im Jahr 1949 gründete er das  Mitteilungsblatt Die Freien Berufe in Hamburg. Sauer vereinigte in den folgenden Jahren die neu gegründeten Anwaltvereine der britischen Zone zu einem deutschen Anwaltverein Nordwest. Später kamen auch die Vereine aus der amerikanischen und französischen Zone dazu und es entstand der Deutsche Anwaltverein.
Von Sauer war auch an der Gründung der ersten juristischen Fachzeitschriften nach dem Kriege, der MDR und der NJW, beteiligt.
Von Sauer erhielt 1957 das Große Verdienstkreuz mit Stern des Verdienstordens der Bundesrepublik Deutschland und am 2. August 1960 die Ehrendoktorwürde der Universität Hamburg. Der Deutsche Anwaltverein ernannte ihn zum  Ehrenpräsidenten.
Der Hamburgische Anwaltverein hat 1973 zu seinen Ehren und als Erinnerung an sein standespolitisches Wirken den Emil-von-Sauer-Preis („Der saure Emil“) gestiftet, der mittlerweile alle zwei Jahre an „für das Hamburgische und Deutsche Rechtswesen verdiente Persönlichkeiten“ verliehen wird.
Emil von Sauer ruht auf dem Friedhof Ohlsdorf. Die Grabstätte im Planquadrat AA 20 östlich des Nordteichs ist komplett zugewachsen.

## Nachweise
1. ↑  Klaus Kirsten: 130 Jahre Hohenstaufia zu Tübingen 1878–2008, Essen 2011, S. 192.
2. ↑  Hinweis auf der Website der heute noch bestehenden Sozietät
3. ↑  Christian Bommarius, Anwaltsblatt 11/2021, Seite 640
4. ↑  Geschichte des DAV. Deutscher Anwaltverein, archiviert vom Original (nicht mehr online verfügbar) am 5. April 2008; abgerufen am 8. Februar 2021.
5. ↑  Alfred Flemming, Aus der Gründungsgeschichte der NJW, NJW 1987, S. 2653

| Personendaten    | Personendaten                     |
| ---------------- | --------------------------------- |
| NAME             | Sauer, Emil von                   |
| KURZBESCHREIBUNG | deutscher Jurist und Rechtsanwalt |
| GEBURTSDATUM     | 2. April 1889                     |
| GEBURTSORT       | Dresden                           |
| STERBEDATUM      | 25. Januar 1967                   |
| STERBEORT        | Hamburg                           |